# Françoise Marie de Bourbon
Françoise Marie de Bourbon, Légitimée de France, Bà Công tước xứ Orléans (4 tháng 5 năm 1677 - 1 tháng 2 năm 1749) là người con gái nhỏ tuổi nhất trong những người con ngoài giá thú của Louis XIV của Pháp và tình nhân là Madame de Montespan. Bà là vợ của Philippe II xứ Orléans, vị nhiếp chính cho người kế tục ngai vàng Pháp, Louis XV của Pháp. Vì lẽ đó, bà trở thành một trong những quý phu nhân quyền lực nhất triều đình Pháp lúc bấy giờ.
Thông qua 4 người con thành công nhất trong 8 người con mà bà sinh ra, bà trở thành tổ tiên của các nền quân chủ công giáo châu âu suốt thế kỷ 19 và thế kỷ 20, bao gồm Bỉ, Ý, Tây Ban Nha và Pháp. Trong đó đáng kể nhất là các cá nhân như Louis-Philippe I của Pháp, Juan Carlos I của Tây Ban Nha, Albert II của Bỉ và Henri của Luxembourg.

## Thân thế

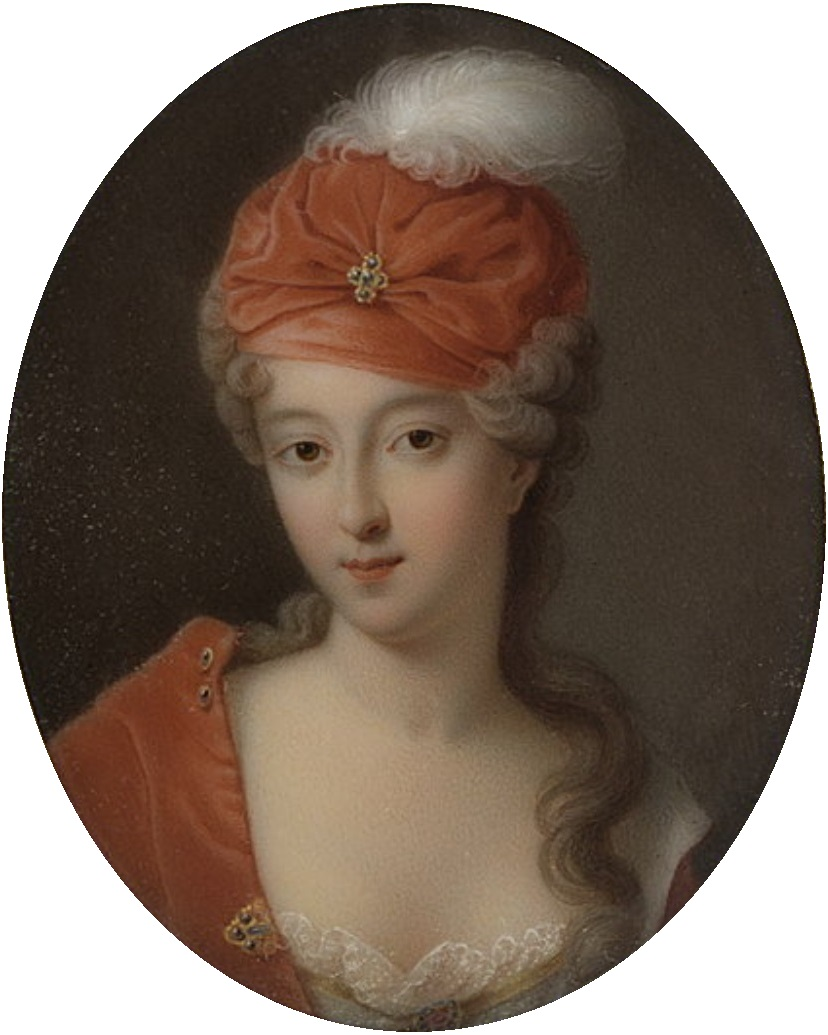
Françoise Marie khi là Mademoiselle de Blois.

Françoise Marie sinh ra vào khoảng năm 1677 tại Château de Maintenon, là dinh thự của Madame de Maintenon, người từng là Thị tùng của mẹ bà, Madame de Montespan. Mẹ của bà, tên đầy đủ là Françoise Athénaïs de Rochechouart de Mortemart, xuất thân từ nhà Rochechouart, một trong những gia tộc danh giá và lâu đời nhất nước Pháp. Khi bà sinh ra, Madame de Montespan đang ở đỉnh cao quyền lực khi là tình nhân được sủng ái nhất của Louis XIV của Pháp, và Madame de Maintenon nhận trách nhiệm dạy dỗ những người con của De Montespan. Khi còn nhỏ, bà cùng người em trai, Louis Alexandre de Bourbon, được chăm sóc bởi nhũ mẫu Mmes de Monchevreuil. Bà thường được mang đến Versailles để diện kiến cha mẹ mình.
Ngày 22 tháng 11 năm 1681, vào lúc 4 tuổi rưỡi, Françoise Marie được hợp pháp hóa bởi cha bà Louis XIV và được ban danh hiệu Mademoiselle de Blois (Đức nữ xứ Blois), một danh hiệu từng được tạo ra để đặt cho người chị khác mẹ của bà, Marie Anne de Bourbon, Nữ công tước La Vallière, con gái của người tình trước của Louis XIV là Louise de La Vallière.
Tên của mẹ bà, Madame de Montespan, không được đề cập trực tiếp như là mẹ của Françoise Marie, bởi vì Madame de Montespan vẫn còn hôn thú với Hầu tước xứ Montespan. Vào lúc ấy, Madame de Montespan vướng vào vụ án Affaire des poisons và đang có sự rạn nứt với nhà vua. Trước đó vào năm 1673, hai anh chị em của bà là Louis Auguste và Louise Françoise đã được Vua Louis XIV hợp pháp hóa. Em trai bà, Louis Alexandre, đã được cùng hợp pháp hóa với chị mình và được phong làm Bá tước xứ Toulouse. Bà cùng em trai mình, và một người anh là Louis Auguste, Công tước xứ Maine, đã rất thân thiết và hay qua lại với nhau, song cả 3 chưa bao giờ hòa thuận với người anh cả, Louis của Pháp, Đại Trữ quân. Mặt khác, bà cũng không hòa thuận với người chị cùng mẹ, Louise Françoise de Bourbon, lẫn người chị khác mẹ Marie Anne de Bourbon, vì cả 3 luôn cạnh tranh nhau về địa vị và nhan sắc.
Theo ghi nhận của Madame de Caylus, Françoise Marie rất giống mẹ mình và thừa hưởng một nhan sắc diễm lệ, dù không được xem là người đẹp nhất như Marie Anne, nhưng Françoise Marie vẫn thường được xưng tụng vì nhan sắc rạng rỡ, bản thân Françoise Marie cũng rất tự hào vì dòng dõi vương thất được thừa hưởng từ cha mình. Hầu tước xứ Argenson đánh giá Françoise Marie thừa hưởng tính cách thiên vị và cao ngạo từ cha.

## Hôn nhân
Vào năm 1692, Madame de Maintenon, vợ kế của Vua Louis XIV qua cuộc hôn nhân bí mật từ năm 1680, vào lúc ấy không có con cái và đã gây tranh cãi khi sắp xếp hôn nhân giữa Françoise Marie cho người cháu hợp pháp duy nhất của nhà Vua, Philippe của Orléans. Theo gia tộc, Philippe đang giữ tước hiệu Công tước xứ Chartres từ cha mình, ông là con trai duy nhất của Philippe I xứ Orléans - em trai duy nhất của nhà Vua.

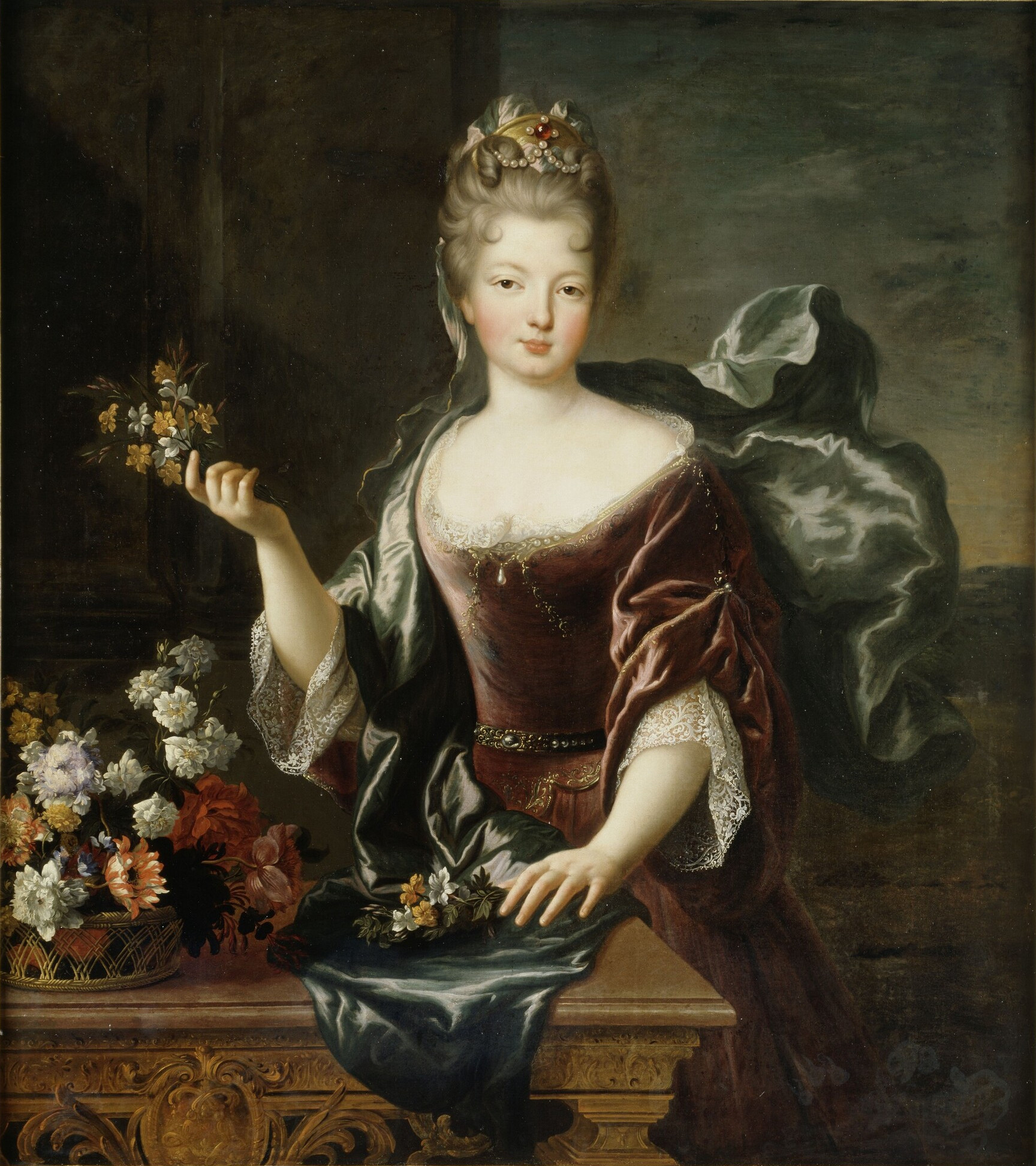
Françoise Marie de Bourbon, Mademoiselle de Blois, thời điểm trước khi cưới Công tước xứ Chartres.

Sự sắp xếp hôn sự giữa một "đứa con hoang dơ bẩn" và người thừa kế tước vị xứ Orléans cao quý đã khiến mẹ của Philippe, Elisabeth Charlotte xứ Pfalz, trở nên căm phẫn và chán ghét Madame de Maintenon. Vốn dĩ, bà Madame Palatine đã rất có định kiến và kỳ thị những đứa con hoang của nhà Vua, đặc biệt sau khi nhà Vua công khai hợp pháp hóa cho họ. Sự việc còn căng thẳng hơn khi Madame Palatine nghe tin con trai mình bằng lòng hôn sự này, bà đã tát thẳng mặt con trai ngay trước các thành viên trong triều đình. Từ ấy về sau, Madame Palatine hoàn toàn ngó lơ đứa con dâu và những người cháu do Françoise Marie sinh ra.

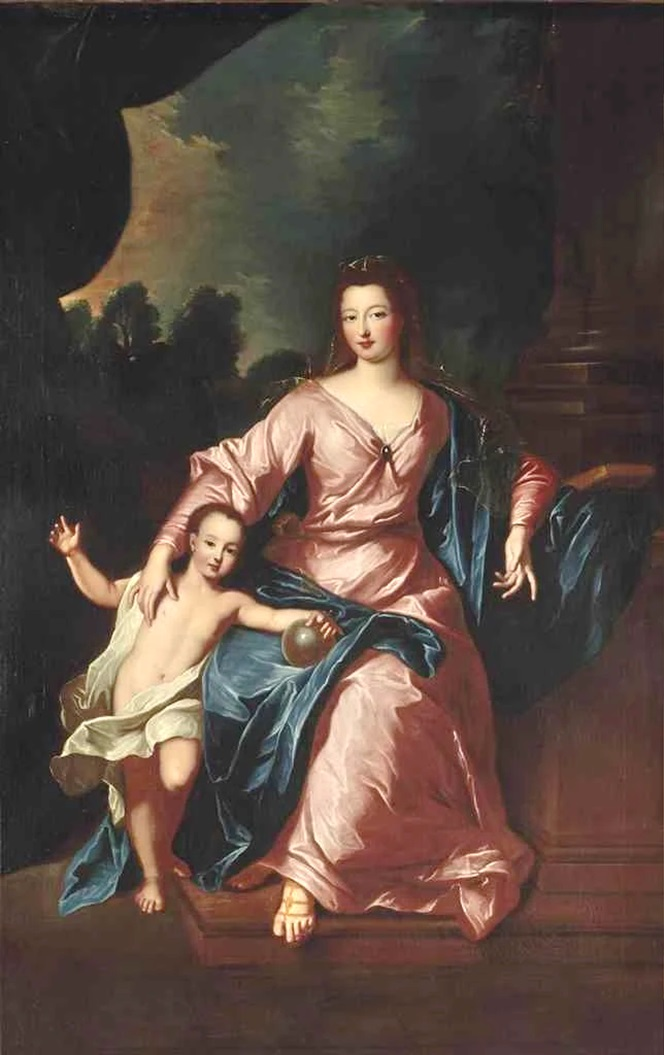
Madame la Duchesse de Chartres cùng con trai, Louis d'Orléans.

Và để chuẩn bị hôn sự, Vua Louis XIV đã cho em trai mình Palais-Royal - nơi mà nhà Orléans thường được cho trú lại song chưa có sự sở hữu chính thức. Ngoài ra, Vua Louis XIV còn phong một chức vị sĩ quan cao cấp cho Công tước xứ Chartres và một trợ cấp trị giá 100,000 livre cho sủng nam của Công tước xứ Orléans, Chevalier de Lorraine. Khi nghe được tin mình sẽ cưới cho một thành viên trực hệ của vương thất Pháp, Françoise Marie đã thốt lên câu nói thể hiện rõ sự bận tâm và hãnh diện về địa vị của bản thân mình, hơn là một cuộc hôn nhân hạnh phúc: ["Ta không quan tâm ông ta có yêu thương ta hay không, ta chỉ biết ông ấy sẽ cưới ta"; Je ne me soucie pas qu'il m'aime, je me soucie qu'il m'épouse]. Ngày 18 tháng 2, hôn lễ giữa bà và Philippe của Orléans diễn ra trong Nhà thờ chính của Cung điện Versailles, dưới sự chủ trì của Hồng y de Bouillon, một người thuộc đại gia tộc nhà La Tour d'Auvergne.
Sau đó, một buổi tiệc hoành tráng diễn ra ở Đại sảnh gương, với sự tham gia của tất cả các Vương công và Công chúa thuộc vương thất Pháp, thậm chí có cả Vua James II của Anh và vợ, Maria xứ Modena, và Vương hậu Maria đã giúp Françoise Marie sửa soạn cho đêm động phòng của mình. Mẹ ruột của bà, Madame de Montespan, vì bị nhà Vua lạnh nhạt nên đã không được mời tham dự.
Là vợ của Công tước xứ Chartres, Françoise Marie được giới thiệu là [Madame la Duchesse de Chartres]. Hơn nữa, Công tước Chartres là cháu gọi bác của nhà Vua, là một petit-Fils de France, kéo theo vợ ông là Françoise Marie cũng trở thành một petite-fille de France và chính thức dự trong hàng cao nhất của quý tộc Pháp: thành viên trực hệ của vương thất, do đó bà được xưng hô tước vị của chồng cùng kính ngữ ["Son Altesse Royale"; tương đương với "His/Her Royal Highness" của Anh]. Bà được vua cha cấp của hồi môn lên tới 2 triệu livre, cao hơn gấp đôi số hồi môn của người chị cùng mẹ là Louise Françoise, người đã cưới Công tước xứ Bourbon. Cũng theo hệ thống, Công tước xứ Bourbon có địa vị thấp hơn Công tước xứ Chartres do Chartres là cháu hàng gần của nhà Vua, còn Công tước xứ Bourbon có họ xa hơn. Địa vị trong hàng phu nhân quý tộc Pháp của Françoise Marie lúc này chỉ dưới Maria Adelaide của Savoia (vợ của Trữ quân Pháp) cùng mẹ chồng của mình. Chính điều này khiến hai chị em tị nạnh lẫn nhau.
Bên cạnh đó, cuộc sống hôn nhân của bà không tốt lắm do vấn đề tính cách lẫn có sự can thiệp của người mẹ chồng ác cảm, Madame Palatinate. Chồng của bà, Công tước xứ Chartres, dù công nhận sự xinh đẹp của vợ mình song bất mãn vì tính cách có phần khoa trương, nên ông công khai nhạo báng mà đặt biệt danh cho bà là [Madame Lucifer]. Mẹ chồng bà cũng thường xuyên va chạm với con dâu, bà ghi lại trong hồi ký của mình tình trạng của Françoise Marie luôn say sỉn, ít nhất 4 ngày trong 1 tuần. Dẫu vậy, cuộc hôn nhân của Françoise Marie cũng sinh hạ 8 người con, trong đó có 7 người được cưới vào các gia đình vương thất khắp Châu Âu trong thời kỳ mà chồng bà làm nhiếp chính. Nhưng do hệ thống tước vị và thân phận đặc thù của vợ chồng bà, Françoise Marie căm phẫn khi các con bà không được xem là petits-enfants de France như một hậu duệ của Quốc vương nước Pháp.

## Bà Công tước xứ Orléans

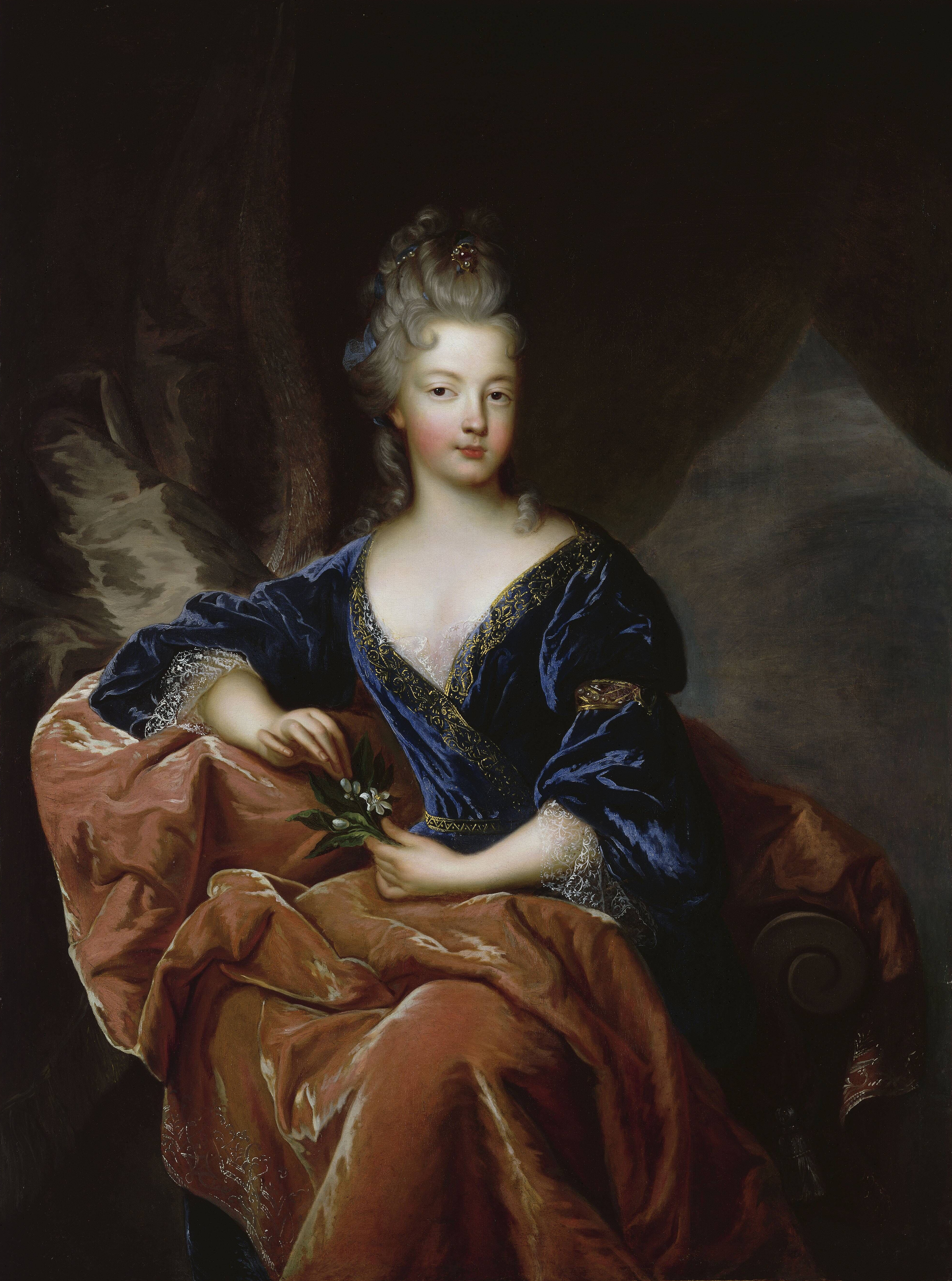
Françoise Marie de Bourbon, Madame la Duchesse d'Orléans, trong thời kỳ đỉnh cao quyền lực.

Năm 1701, sau cái chết của cha mình, Philippe tiếp nhận tước vị [Công tước xứ Orléans] và kế thừa toàn bộ tài sản của gia đình, trở thành người lãnh đạo nhà Orléans. Việc Công tước xứ Orléans quá cố chết là do một cơn đột quỵ, sau khi tranh cãi với Vua Louis XIV về việc Philippe ve vãn tình nhân Marie-Louise de Séry và phản bội con gái mình.
Françoise Marie de Bourbon, với tư cách là vợ của Công tước, trở thành [Madame la Duchesse d'Orléans], và địa vị của bà lúc này đã đứng hàng cao nhất các quý phu nhân trong quý tộc Pháp, chỉ dưới La Dauphine - Trữ phi nước Pháp, người theo quy định là Vương hậu tương lai. Do đó, Françoise Marie đã vượt lên trên mẹ chồng mình, Madame Palatinate, lúc này đã trở thành góa phụ và được biết đến với danh hiệu [Madame la Douairière Duchesse d'Orléans]. Hai vợ chồng tận hưởng cuộc sống xa hoa ở Palais-Royal và Château de Saint-Cloud - cách 10 km về phía Tây của thành phố Paris. Sau khi thừa hưởng tước hiệu, Philippe tiếp tục cuộc sống trăng hoa của mình, nhưng Françoise Marie vẫn không để tâm mà hưởng thụ cuộc sống đầy thư thái, không dính vào scandal chính trị như hai người chị tham vọng của mình, Thái phi xứ Conti và Bà Thái công xứ Bourbon. Cuộc sống riêng của Françoise Marie đầy thư giãn và xa hoa, và được bầu bạn bởi Marie Élisabeth de Rochechouart, Bà Bá tước xứ Castries, một chị em họ ngoại đồng thời là Thị tùng lâu năm của bà, cùng với Diane Gabrielle Damas de Thianges, con gái của người dì, Madame de Mortemart.
Năm 1707, chỉ hai ngày sau sinh nhật, Françoise Marie nghe tin mẹ mình là Madame de Montespan qua đời. Vua Louis XIV vẫn còn giận Madame de Montespan, hơn nữa trong luật pháp thì các con của ông không có liên hệ gì với bà nữa, do đó nhà Vua cấm những người con của Madame de Montespan đã được hợp pháp hóa không được để tang và tham dự tang lễ của mẹ mình. Dẫu vậy, Françoise Marie cùng các anh chị em khác đều biểu thị sự tang tóc bằng việc vắng mặt trong các buổi dạ tiệc của triều đình, trừ người anh cả đã thừa hưởng toàn bộ gia tài mà Madame de Montespan để lại, Louis Auguste, Công tước xứ Maine.
Khi người cháu hợp pháp của Vua Louis XIV là Charles de Bourbon, Công tước xứ Berry đã đến lúc thành hôn, cuộc chiến địa vị giữa Françoise Marie và chị mình, Bà Thái công Bourbon, bước đến giai đoạn mới. Và theo đề nghị ban đầu, Công tước Berry sẽ cưới Louise Élisabeth de Bourbon, con gái của Bà Thái công Bourbon, song ngày 6 tháng 7 năm ấy, Françoise Marie giật đi cơ hội này từ người chị mà sắp xếp hôn sự giữa Công tước Berry với người con gái lớn nhất, Marie Louise Élisabeth, và điều này đã khiến Bà Thái công Bourbon cực kỳ căm ghét em gái mình. Qua hôn nhân này, con gái của trở thành một petite-fille de France, có địa vị còn cao hơn các Princess du sang.
Năm 1715, Louis XIV qua đời, người cháu cố là Louis XV của Pháp kế vị khi chỉ mới 5 tuổi. Đã có một cuộc cạnh tranh lớn giữa chồng của Françoise Marie, Công tước xứ Orléans, với người anh cùng mẹ của bà, Công tước xứ Maine, xem ai là người có khả năng phục vụ vị Vua mới của Pháp với tư cách nhiếp chính, và cuối cùng quyết định của Pháp viện tối cao Paris đã về phía Công tước xứ Orléans. Vì là vợ của "người trị vì thực tế của Pháp", cùng với việc mẹ của nhà Vua là Trữ phi Maria Adelaide đã qua đời trước đó 3 năm, Françoise Marie với địa vị Madame la Duchesse d'Orléans trở thành người phụ nữ quyền thế nhất vương quốc tương tự một đệ nhất phu nhân. Qua Thời kỳ Régence, Françoise Marie được chồng mình nâng mức trợ cấp riêng lên tới 400,000 livre một năm, và bà còn sở hữu được tòa cung điện Château de Bagnolet gần Paris, nơi mà từ một khu cung điện nhỏ đã được Françoise Marie nâng cấp trở nên lộng lẫy hơn hẳn, về sau trở thành một trong những tư dinh được nhà Orléans sở hữu.

## Góa phụ và cuối đời
Cuối năm 1723, Công tước xứ Orléans qua đời, Françoise Marie nhận danh xưng [Madame la Douairière Duchesse d'Orléans], tức "Thái Công tước phu nhân xứ Orléans" hoặc "Bà Thái công xứ Orléans", và dời đến Château de Saint-Cloud theo truyền thống gia đình. Lúc này Madame Palatinate đã qua đời (vào năm 1722), do đó Françoise Marie là người phụ nữ có địa vị cao thuộc bậc nhất nước Pháp, cho đến năm 1725 khi Vua Louis XV cưới Vương nữ Maria của Ba Lan.
Cuộc sống của bà Thái công Orléans lúc này xoay quanh hôn nhân của con cái. Trước đó, con gái cả của bà là Marie Louise Élisabeth đã trở thành Bà Công tước xứ Berry, song Công tước xứ Berry qua đời năm 1714, và Marie Louise Élisabeth không có hậu duệ nào, dù đã 3 lần sinh nở. Đương thời, Marie Louise Élisabeth bị chỉ trích và bàn tán vì sau khi chồng bà qua đời, bà không tái hôn nhưng có rất nhiều nam tình nhân trẻ và dẫn đến vô số đứa con hoang ra đời - hầu hết đều chết khi còn nhỏ. Không dừng lại ở đó, bà Thái công còn chứng kiến cô con gái yêu, Charlotte Aglaé, ăn nằm lang chạ với Louis François Armand du Plessis, Công tước xứ Richelieu và khi sự việc bị phát hiện thì bà Thái công cùng Công tước xứ Orléans quá cố đã phải cưới Charlotte Aglaé cho công tộc xứ Modena. Ngay sau đó, Âm mưu Cellamare bị phát giác, vợ chồng Công tước xứ Maine - anh của bà Thái công cùng Công tước Richelieu đều bị bắt giam.
Năm 1721, một cuộc hôn nhân được sắp xếp cho Louise Élisabeth và Philippine Élisabeth, trở thành thành viên của vương thất Tây Ban Nha. Trong khi Louise Élisabeth cưới Infante Luis Felipe - Trữ quân của ngai vàng, thì Philippine Élisabeth cưới người em trai khác mẹ, Infante Carlos. Cả hai cùng được tổ chức lễ thành hôn, song Philippine Élisabeth ngay sau đó tiêu hôn và trở về Pháp. Tiếp theo đó ít lâu sau, con gái thứ 2 trong 8 người con của Vua Louis XV, Henriette của Pháp, được phát hiện thầm yêu đứa cháu nội của bà, Louis Philippe I xứ Orléans, cuộc hôn nhân đã được cân nhắc trước khi nhà Vua cảm thấy nhà Orléans đang tiến quá gần ngai vàng và khước từ. Nôn nóng cho đứa cháu đích tôn vẫn chưa thành hôn, con trai bà ngầm ám thị bà nói chuyện với Louise Élisabeth de Bourbon - con gái của người chị đầy cạnh tranh của bà là bà Thái công Bourbon. Cuối cùng, cuộc hôn nhân giữa Louis Philippe và đứa con gái đầy mê hoặc của Louise Élisabeth, Louise Henriette de Bourbon, đã chính thức sáp nhập nhà Orléans và nhà Bourbon đầy cạnh tranh dưới thời chị em bà. Mối bận tâm cuối cùng của bà Thái công là Louise Diane, đứa con gái út và là đứa con duy nhất của bà được lòng mẹ chồng, Madame Palatinate. Khi đến tuổi trưởng thành, Louise Diane được hứa hôn cho Louis François, Thân vương xứ Conti, cả hai thành hôn tại Cung điện Versailles và có duy nhất với nhau một đứa con trai, Louis François Joseph, Thân vương xứ Conti cuối cùng. Khi trưởng thành, Louis François Joseph đã cưới Maria Fortunata d'Este - đứa con gái của người con đầy ương ngạnh của bà Thái công, Charlotte Aglaé.
Năm 1749, ngày 1 tháng 2, Françoise Marie de Bourbon, Madame la Douairière Duchesse d'Orléans, đã qua đời ở Palais Royal, hưởng thọ 73 tuổi. Bà trở thành đứa con chết sau cùng trong tất cả những người con của Louis XIV, sống lâu hơn chồng 26 năm. Trong số 8 người con, chỉ có 2 người là sống lâu hơn bà: cô con gái ương ngạnh Charlotte Aglaé cùng đứa con trai duy nhất, Công tước xứ Orléans. Bà được chôn cất ở Nhà thờ Madeleine de Traisnel tại Paris.

## Hình ảnh

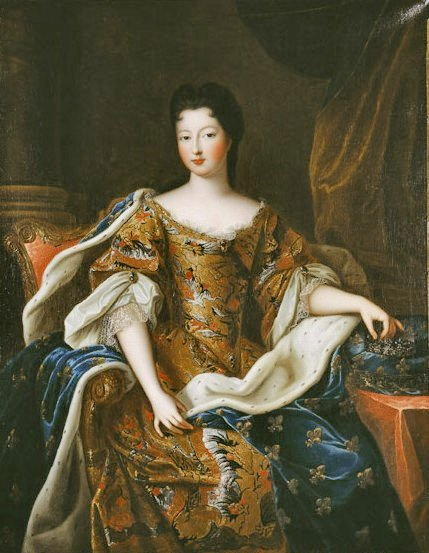
Françoise Marie khi là Madame la Duchesse d'Chartres, năm 1700
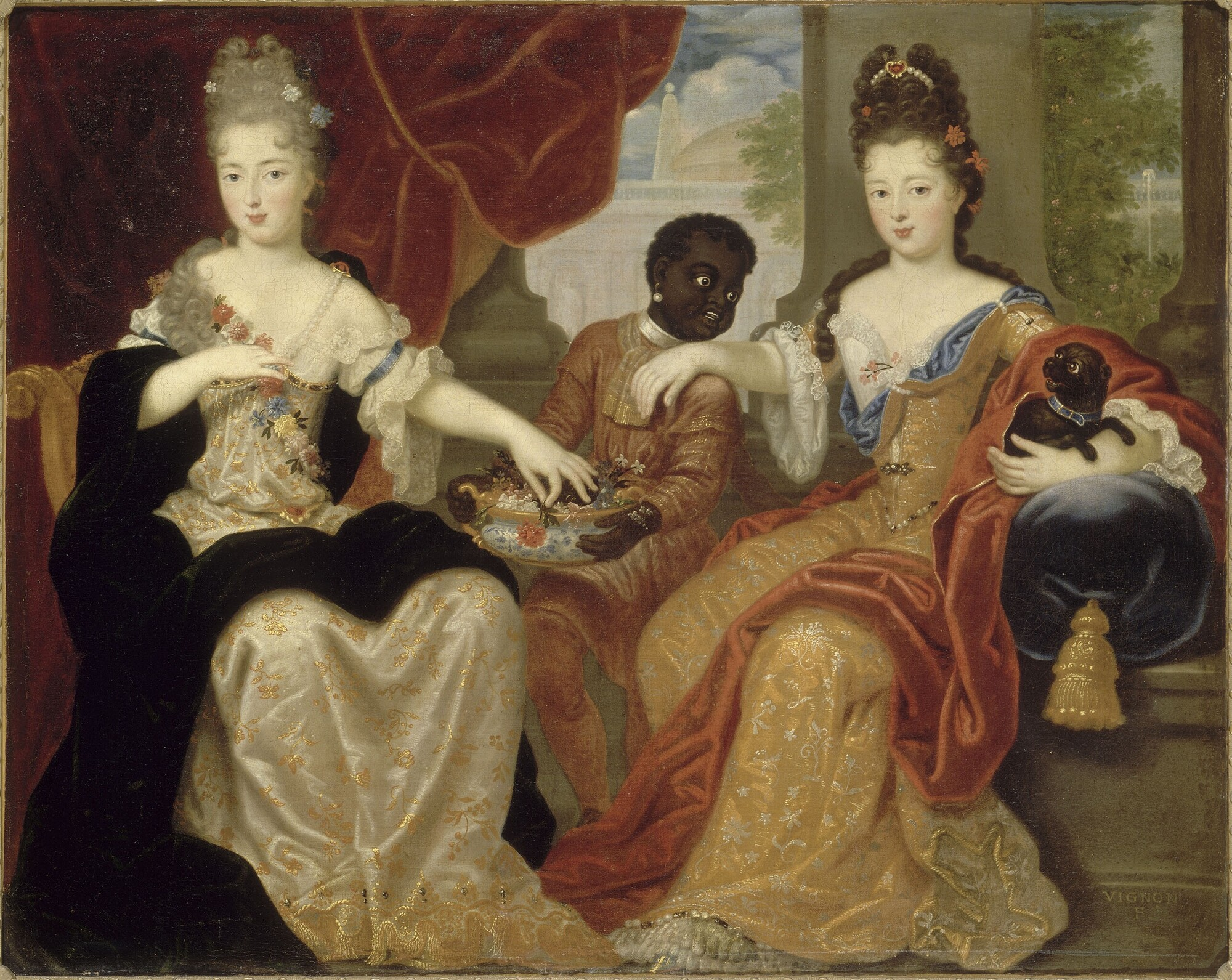
Françoise Marie (trái) cùng người chị, Louise Françoise (phải), khi còn là những thiếu nữ chưa chồng
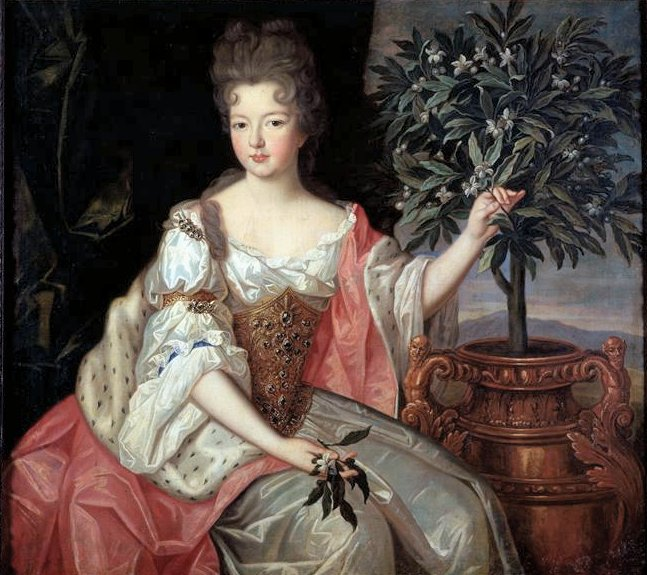
Françoise Marie khi còn là Mademoiselle de Blois
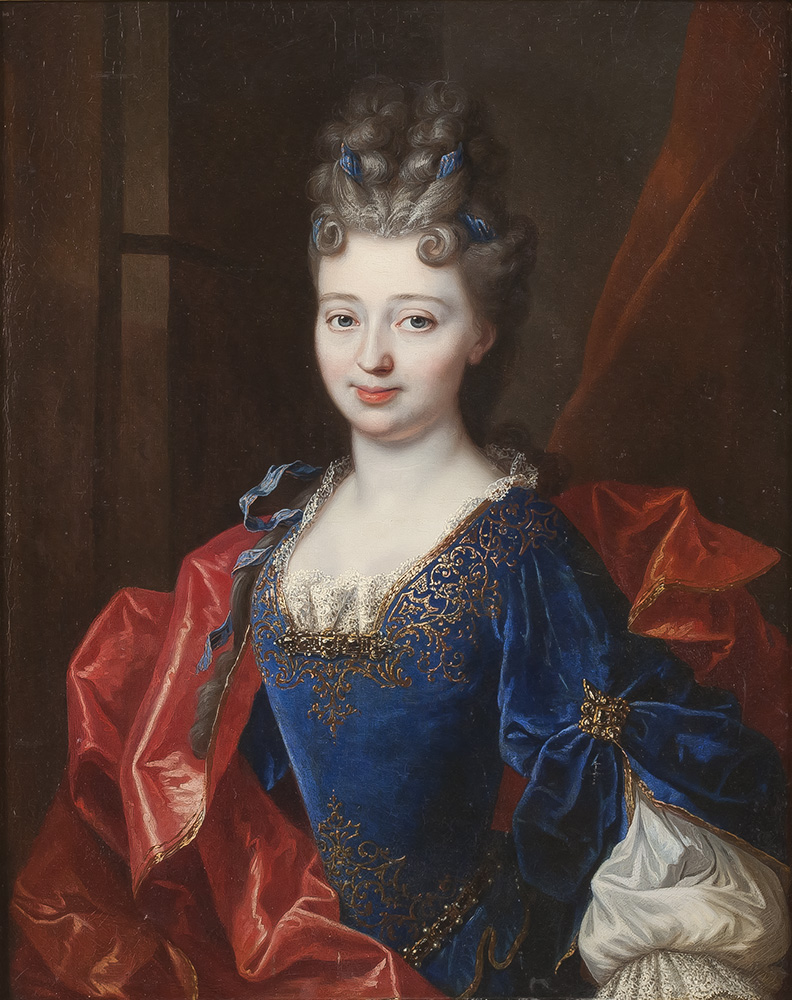
Françoise Marie khi là Madame la Duchesse d'Orléans
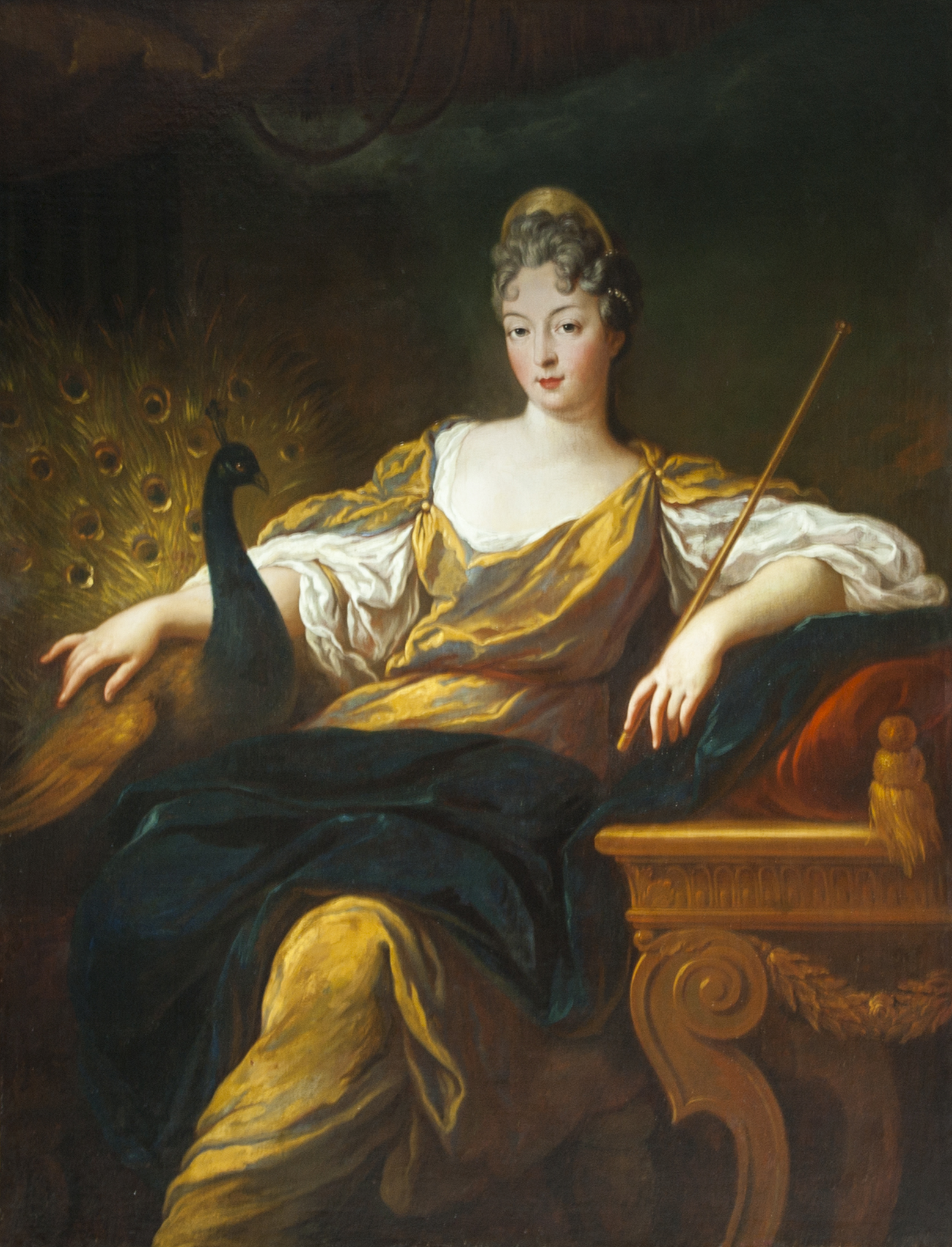
Françoise Marie khi hóa thân thành nữ thần Juno

## Tổ tiên
| \| \| \| \| \| \| \| \| \| \| \| \| \| \| \| \| \| \| \| \| 16. Antoine của Navarra \| \| \| \| \| \| \| \| \| \| \| \| \| \| \| \| \| \| \| \| \| \| \| \| \| \| \| \| \| \| \| \| \| \| \| \| \| \| \| \| \| \| \| \| \| \| \| \| \| \| \| \| \| \| 8. Henri IV của Pháp \| \| \| \| \| \| \| \| \| \| \| \| \| \| \| \| \| \| \| \| \| \| \| \| \| \| \| \| \| \| \| \| \| \| \| \| \| \| \| \| \| \| \| \| \| \| \| \| \| \| \| \| \| \| 17. Juana III của Navarra \| \| \| \| \| \| \| \| \| \| \| \| \| \| \| \| \| \| \| \| \| \| \| \| \| \| \| \| \| \| \| \| \| \| \| \| \| \| \| \| \| \| \| \| \| \| \| \| \| \| \| \| \| \| 4. Louis XIII của Pháp \| \| \| \| \| \| \| \| \| \| \| \| \| \| \| \| \| \| \| \| \| \| \| \| \| \| \| \| \| \| \| \| \| \| \| \| \| \| \| \| \| \| \| \| \| \| \| \| \| \| \| \| \| \| 18. Francesco I de' Medici \| \| \| \| \| \| \| \| \| \| \| \| \| \| \| \| \| \| \| \| \| \| \| \| \| \| \| \| \| \| \| \| \| \| \| \| \| \| \| \| \| \| \| \| \| \| \| \| \| \| \| \| \| \| 9. Maria de' Medici \| \| \| \| \| \| \| \| \| \| \| \| \| \| \| \| \| \| \| \| \| \| \| \| \| \| \| \| \| \| \| \| \| \| \| \| \| \| \| \| \| \| \| \| \| \| \| \| \| \| \| \| \| \| 19. Johanna của Áo \| \| \| \| \| \| \| \| \| \| \| \| \| \| \| \| \| \| \| \| \| \| \| \| \| \| \| \| \| \| \| \| \| \| \| \| \| \| \| \| \| \| \| \| \| \| \| \| \| \| \| \| \| \| 2. Louis XIV của Pháp \| \| \| \| \| \| \| \| \| \| \| \| \| \| \| \| \| \| \| \| \| \| \| \| \| \| \| \| \| \| \| \| \| \| \| \| \| \| \| \| \| \| \| \| \| \| \| \| \| \| \| \| \| \| 20. Felipe II của Tây Ban Nha \| \| \| \| \| \| \| \| \| \| \| \| \| \| \| \| \| \| \| \| \| \| \| \| \| \| \| \| \| \| \| \| \| \| \| \| \| \| \| \| \| \| \| \| \| \| \| \| \| \| \| \| \| \| 10. Felipe III của Tây Ban Nha \| \| \| \| \| \| \| \| \| \| \| \| \| \| \| \| \| \| \| \| \| \| \| \| \| \| \| \| \| \| \| \| \| \| \| \| \| \| \| \| \| \| \| \| \| \| \| \| \| \| \| \| \| \| 21. Anna của Áo \| \| \| \| \| \| \| \| \| \| \| \| \| \| \| \| \| \| \| \| \| \| \| \| \| \| \| \| \| \| \| \| \| \| \| \| \| \| \| \| \| \| \| \| \| \| \| \| \| \| \| \| \| \| 5. Ana của Tây Ban Nha \| \| \| \| \| \| \| \| \| \| \| \| \| \| \| \| \| \| \| \| \| \| \| \| \| \| \| \| \| \| \| \| \| \| \| \| \| \| \| \| \| \| \| \| \| \| \| \| \| \| \| \| \| \| 22. Charles II, Đại Công tước của Áo \| \| \| \| \| \| \| \| \| \| \| \| \| \| \| \| \| \| \| \| \| \| \| \| \| \| \| \| \| \| \| \| \| \| \| \| \| \| \| \| \| \| \| \| \| \| \| \| \| \| \| \| \| \| 11. Margarete của Áo \| \| \| \| \| \| \| \| \| \| \| \| \| \| \| \| \| \| \| \| \| \| \| \| \| \| \| \| \| \| \| \| \| \| \| \| \| \| \| \| \| \| \| \| \| \| \| \| \| \| \| \| \| \| 23. Maria Anna xứ Bavaria \| \| \| \| \| \| \| \| \| \| \| \| \| \| \| \| \| \| \| \| \| \| \| \| \| \| \| \| \| \| \| \| \| \| \| \| \| \| \| \| \| \| \| \| \| \| \| \| \| \| \| \| \| \| 1. Françoise-Marie de Bourbon \| \| \| \| \| \| \| \| \| \| \| \| \| \| \| \| \| \| \| \| \| \| \| \| \| \| \| \| \| \| \| \| \| \| \| \| \| \| \| \| \| \| \| \| \| \| \| \| \| \| \| \| \| \| 24. René de Rochechouart, Seigneur de Mortemart \| \| \| \| \| \| \| \| \| \| \| \| \| \| \| \| \| \| \| \| \| \| \| \| \| \| \| \| \| \| \| \| \| \| \| \| \| \| \| \| \| \| \| \| \| \| \| \| \| \| \| \| \| \| 12. Gaspard de Rochechouart, Hầu tước xứ Mortemart \| \| \| \| \| \| \| \| \| \| \| \| \| \| \| \| \| \| \| \| \| \| \| \| \| \| \| \| \| \| \| \| \| \| \| \| \| \| \| \| \| \| \| \| \| \| \| \| \| \| \| \| \| \| 25. Jeanne de Saulx de Tavannes \| \| \| \| \| \| \| \| \| \| \| \| \| \| \| \| \| \| \| \| \| \| \| \| \| \| \| \| \| \| \| \| \| \| \| \| \| \| \| \| \| \| \| \| \| \| \| \| \| \| \| \| \| \| 6. Gabriel de Rochechouart, Công tước xứ Mortemart \| \| \| \| \| \| \| \| \| \| \| \| \| \| \| \| \| \| \| \| \| \| \| \| \| \| \| \| \| \| \| \| \| \| \| \| \| \| \| \| \| \| \| \| \| \| \| \| \| \| \| \| \| \| 26. Charles, Comte de Maure \| \| \| \| \| \| \| \| \| \| \| \| \| \| \| \| \| \| \| \| \| \| \| \| \| \| \| \| \| \| \| \| \| \| \| \| \| \| \| \| \| \| \| \| \| \| \| \| \| \| \| \| \| \| 13. Louise de Maure, Nữ Bá tước xứ Maure \| \| \| \| \| \| \| \| \| \| \| \| \| \| \| \| \| \| \| \| \| \| \| \| \| \| \| \| \| \| \| \| \| \| \| \| \| \| \| \| \| \| \| \| \| \| \| \| \| \| \| \| \| \| 27. Diane de Pérusse des Cars, Princesse de Carency \| \| \| \| \| \| \| \| \| \| \| \| \| \| \| \| \| \| \| \| \| \| \| \| \| \| \| \| \| \| \| \| \| \| \| \| \| \| \| \| \| \| \| \| \| \| \| \| \| \| \| \| \| \| 3. Françoise-Athénaïs de Rochechouart de Mortemart \| \| \| \| \| \| \| \| \| \| \| \| \| \| \| \| \| \| \| \| \| \| \| \| \| \| \| \| \| \| \| \| \| \| \| \| \| \| \| \| \| \| \| \| \| \| \| \| \| \| \| \| \| \| 28. Pierre de Grandsaigne, Seigneur de La Flotte \| \| \| \| \| \| \| \| \| \| \| \| \| \| \| \| \| \| \| \| \| \| \| \| \| \| \| \| \| \| \| \| \| \| \| \| \| \| \| \| \| \| \| \| \| \| \| \| \| \| \| \| \| \| 14. Jean de Grandseigne, Hầu tước xứ Marsillac \| \| \| \| \| \| \| \| \| \| \| \| \| \| \| \| \| \| \| \| \| \| \| \| \| \| \| \| \| \| \| \| \| \| \| \| \| \| \| \| \| \| \| \| \| \| \| \| \| \| \| \| \| \| 29. Françoise Baillard \| \| \| \| \| \| \| \| \| \| \| \| \| \| \| \| \| \| \| \| \| \| \| \| \| \| \| \| \| \| \| \| \| \| \| \| \| \| \| \| \| \| \| \| \| \| \| \| \| \| \| \| \| \| 7. Diane de Grandseigne \| \| \| \| \| \| \| \| \| \| \| \| \| \| \| \| \| \| \| \| \| \| \| \| \| \| \| \| \| \| \| \| \| \| \| \| \| \| \| \| \| \| \| \| \| \| \| \| \| \| \| \| \| \| 30. François de La Béraudière, Seigneur de Villechèze \| \| \| \| \| \| \| \| \| \| \| \| \| \| \| \| \| \| \| \| \| \| \| \| \| \| \| \| \| \| \| \| \| \| \| \| \| \| \| \| \| \| \| \| \| \| \| \| \| \| \| \| \| \| 15. Catherine de La Béraudière, Dame de Villenon \| \| \| \| \| \| \| \| \| \| \| \| \| \| \| \| \| \| \| \| \| \| \| \| \| \| \| \| \| \| \| \| \| \| \| \| \| \| \| \| \| \| \| \| \| \| \| \| \| \| \| \| \| \| 31. Anne Adrienne Frotier \| \| \| \| \| \| \| \| \| \| \| \| \| \| \| \| \| \| \| \| \| \| \| \| \| \| \| \| \| \| \| \| \| \| \| \| \| \| \| \| \| \| \| \| \| \| \| \| \| \| \| \| |                                                       |  |  |  |  |  |  |  |  |  |  |  |  |  |  |  |
| |                                                       |  |  |  |  |  |  |  |  |  |  |  |  |  |  |  |
| | 16. Antoine của Navarra                               |  |  |  |  |  |  |  |  |  |  |  |  |  |  |  |
| |                                                       |  |  |  |  |  |  |  |  |  |  |  |  |  |  |  |
| |                                                       |  |  |  |  |  |  |  |  |  |  |  |  |  |  |  |
| | 8. Henri IV của Pháp                                  |  |  |  |  |  |  |  |  |  |  |  |  |  |  |  |
| |                                                       |  |  |  |  |  |  |  |  |  |  |  |  |  |  |  |
| |                                                       |  |  |  |  |  |  |  |  |  |  |  |  |  |  |  |
| | 17. Juana III của Navarra                             |  |  |  |  |  |  |  |  |  |  |  |  |  |  |  |
| |                                                       |  |  |  |  |  |  |  |  |  |  |  |  |  |  |  |
| |                                                       |  |  |  |  |  |  |  |  |  |  |  |  |  |  |  |
| | 4. Louis XIII của Pháp                                |  |  |  |  |  |  |  |  |  |  |  |  |  |  |  |
| |                                                       |  |  |  |  |  |  |  |  |  |  |  |  |  |  |  |
| |                                                       |  |  |  |  |  |  |  |  |  |  |  |  |  |  |  |
| | 18. Francesco I de' Medici                            |  |  |  |  |  |  |  |  |  |  |  |  |  |  |  |
| |                                                       |  |  |  |  |  |  |  |  |  |  |  |  |  |  |  |
| |                                                       |  |  |  |  |  |  |  |  |  |  |  |  |  |  |  |
| | 9. Maria de' Medici                                   |  |  |  |  |  |  |  |  |  |  |  |  |  |  |  |
| |                                                       |  |  |  |  |  |  |  |  |  |  |  |  |  |  |  |
| |                                                       |  |  |  |  |  |  |  |  |  |  |  |  |  |  |  |
| | 19. Johanna của Áo                                    |  |  |  |  |  |  |  |  |  |  |  |  |  |  |  |
| |                                                       |  |  |  |  |  |  |  |  |  |  |  |  |  |  |  |
| |                                                       |  |  |  |  |  |  |  |  |  |  |  |  |  |  |  |
| | 2. Louis XIV của Pháp                                 |  |  |  |  |  |  |  |  |  |  |  |  |  |  |  |
| |                                                       |  |  |  |  |  |  |  |  |  |  |  |  |  |  |  |
| |                                                       |  |  |  |  |  |  |  |  |  |  |  |  |  |  |  |
| | 20. Felipe II của Tây Ban Nha                         |  |  |  |  |  |  |  |  |  |  |  |  |  |  |  |
| |                                                       |  |  |  |  |  |  |  |  |  |  |  |  |  |  |  |
| |                                                       |  |  |  |  |  |  |  |  |  |  |  |  |  |  |  |
| | 10. Felipe III của Tây Ban Nha                        |  |  |  |  |  |  |  |  |  |  |  |  |  |  |  |
| |                                                       |  |  |  |  |  |  |  |  |  |  |  |  |  |  |  |
| |                                                       |  |  |  |  |  |  |  |  |  |  |  |  |  |  |  |
| | 21. Anna của Áo                                       |  |  |  |  |  |  |  |  |  |  |  |  |  |  |  |
| |                                                       |  |  |  |  |  |  |  |  |  |  |  |  |  |  |  |
| |                                                       |  |  |  |  |  |  |  |  |  |  |  |  |  |  |  |
| | 5. Ana của Tây Ban Nha                                |  |  |  |  |  |  |  |  |  |  |  |  |  |  |  |
| |                                                       |  |  |  |  |  |  |  |  |  |  |  |  |  |  |  |
| |                                                       |  |  |  |  |  |  |  |  |  |  |  |  |  |  |  |
| | 22. Charles II, Đại Công tước của Áo                  |  |  |  |  |  |  |  |  |  |  |  |  |  |  |  |
| |                                                       |  |  |  |  |  |  |  |  |  |  |  |  |  |  |  |
| |                                                       |  |  |  |  |  |  |  |  |  |  |  |  |  |  |  |
| | 11. Margarete của Áo                                  |  |  |  |  |  |  |  |  |  |  |  |  |  |  |  |
| |                                                       |  |  |  |  |  |  |  |  |  |  |  |  |  |  |  |
| |                                                       |  |  |  |  |  |  |  |  |  |  |  |  |  |  |  |
| | 23. Maria Anna xứ Bavaria                             |  |  |  |  |  |  |  |  |  |  |  |  |  |  |  |
| |                                                       |  |  |  |  |  |  |  |  |  |  |  |  |  |  |  |
| |                                                       |  |  |  |  |  |  |  |  |  |  |  |  |  |  |  |
| | 1. Françoise-Marie de Bourbon                         |  |  |  |  |  |  |  |  |  |  |  |  |  |  |  |
| |                                                       |  |  |  |  |  |  |  |  |  |  |  |  |  |  |  |
| |                                                       |  |  |  |  |  |  |  |  |  |  |  |  |  |  |  |
| | 24. René de Rochechouart, Seigneur de Mortemart       |  |  |  |  |  |  |  |  |  |  |  |  |  |  |  |
| |                                                       |  |  |  |  |  |  |  |  |  |  |  |  |  |  |  |
| |                                                       |  |  |  |  |  |  |  |  |  |  |  |  |  |  |  |
| | 12. Gaspard de Rochechouart, Hầu tước xứ Mortemart    |  |  |  |  |  |  |  |  |  |  |  |  |  |  |  |
| |                                                       |  |  |  |  |  |  |  |  |  |  |  |  |  |  |  |
| |                                                       |  |  |  |  |  |  |  |  |  |  |  |  |  |  |  |
| | 25. Jeanne de Saulx de Tavannes                       |  |  |  |  |  |  |  |  |  |  |  |  |  |  |  |
| |                                                       |  |  |  |  |  |  |  |  |  |  |  |  |  |  |  |
| |                                                       |  |  |  |  |  |  |  |  |  |  |  |  |  |  |  |
| | 6. Gabriel de Rochechouart, Công tước xứ Mortemart    |  |  |  |  |  |  |  |  |  |  |  |  |  |  |  |
| |                                                       |  |  |  |  |  |  |  |  |  |  |  |  |  |  |  |
| |                                                       |  |  |  |  |  |  |  |  |  |  |  |  |  |  |  |
| | 26. Charles, Comte de Maure                           |  |  |  |  |  |  |  |  |  |  |  |  |  |  |  |
| |                                                       |  |  |  |  |  |  |  |  |  |  |  |  |  |  |  |
| |                                                       |  |  |  |  |  |  |  |  |  |  |  |  |  |  |  |
| | 13. Louise de Maure, Nữ Bá tước xứ Maure              |  |  |  |  |  |  |  |  |  |  |  |  |  |  |  |
| |                                                       |  |  |  |  |  |  |  |  |  |  |  |  |  |  |  |
| |                                                       |  |  |  |  |  |  |  |  |  |  |  |  |  |  |  |
| | 27. Diane de Pérusse des Cars, Princesse de Carency   |  |  |  |  |  |  |  |  |  |  |  |  |  |  |  |
| |                                                       |  |  |  |  |  |  |  |  |  |  |  |  |  |  |  |
| |                                                       |  |  |  |  |  |  |  |  |  |  |  |  |  |  |  |
| | 3. Françoise-Athénaïs de Rochechouart de Mortemart    |  |  |  |  |  |  |  |  |  |  |  |  |  |  |  |
| |                                                       |  |  |  |  |  |  |  |  |  |  |  |  |  |  |  |
| |                                                       |  |  |  |  |  |  |  |  |  |  |  |  |  |  |  |
| | 28. Pierre de Grandsaigne, Seigneur de La Flotte      |  |  |  |  |  |  |  |  |  |  |  |  |  |  |  |
| |                                                       |  |  |  |  |  |  |  |  |  |  |  |  |  |  |  |
| |                                                       |  |  |  |  |  |  |  |  |  |  |  |  |  |  |  |
| | 14. Jean de Grandseigne, Hầu tước xứ Marsillac        |  |  |  |  |  |  |  |  |  |  |  |  |  |  |  |
| |                                                       |  |  |  |  |  |  |  |  |  |  |  |  |  |  |  |
| |                                                       |  |  |  |  |  |  |  |  |  |  |  |  |  |  |  |
| | 29. Françoise Baillard                                |  |  |  |  |  |  |  |  |  |  |  |  |  |  |  |
| |                                                       |  |  |  |  |  |  |  |  |  |  |  |  |  |  |  |
| |                                                       |  |  |  |  |  |  |  |  |  |  |  |  |  |  |  |
| | 7. Diane de Grandseigne                               |  |  |  |  |  |  |  |  |  |  |  |  |  |  |  |
| |                                                       |  |  |  |  |  |  |  |  |  |  |  |  |  |  |  |
| |                                                       |  |  |  |  |  |  |  |  |  |  |  |  |  |  |  |
| | 30. François de La Béraudière, Seigneur de Villechèze |  |  |  |  |  |  |  |  |  |  |  |  |  |  |  |
| |                                                       |  |  |  |  |  |  |  |  |  |  |  |  |  |  |  |
| |                                                       |  |  |  |  |  |  |  |  |  |  |  |  |  |  |  |
| | 15. Catherine de La Béraudière, Dame de Villenon      |  |  |  |  |  |  |  |  |  |  |  |  |  |  |  |
| |                                                       |  |  |  |  |  |  |  |  |  |  |  |  |  |  |  |
| |                                                       |  |  |  |  |  |  |  |  |  |  |  |  |  |  |  |
| | 31. Anne Adrienne Frotier                             |  |  |  |  |  |  |  |  |  |  |  |  |  |  |  |
| |                                                       |  |  |  |  |  |  |  |  |  |  |  |  |  |  |  |
| |                                                       |  |  |  |  |  |  |  |  |  |  |  |  |  |  |  |

## Hậu duệ
| Tên                                                           | Chân dung | Ngày sinh và ngày mất                                | Ghi chú |
| ------------------------------------------------------------- | --------- | ---------------------------------------------------- | --- |
| Mademoiselle de Valois                                        |           | 17 tháng 12 năm 1693 17 tháng 10 năm 1694 (10 tháng) | Qua đời khi còn nhỏ |
| Marie Louise Élisabeth xứ Orléans Công tước phu nhân xứ Berry |           | 22 tháng 8 năm 1695 21 tháng 7 năm 1719 (23 tuổi)    | Sinh ra tại Cung điện Versailles, được biết đến với danh hiệu Mademoiselle d'Orléans (Đức nữ xứ Orléans) khi còn trẻ. Kết hôn với Charles của Pháp, Công tước xứ Berry, có hậu duệ nhưng chết yểu. Bà còn có vài đứa con ngoài giá thú với các tình nhân. |
| Louise Adélaïde xứ Orléans Nữ viện trưởng Chelles             |           | 13 tháng 8 năm 1698 10 tháng 2 năm 1743 (44 tuổi)    | Sinh ra tại Cung điện Versailles, nhận danh xưng Mademoiselle de Chartres (Đức nữ xứ Chartres) sau khi người cô Élisabeth kết hôn, rồi Mademoiselle d'Orléans (Đức nữ xứ Orléans) sau khi chị gái Marie Louise Élisabeth kết hôn. Bà không bao giờ kết hôn và trở thành nữ tu sĩ với danh hiệu là Sister Saint Bathilde tại Chelles. Trong số những người con gái của mẹ bà, bà được nhận xét là xinh đẹp nhất. |
| Charlotte Aglaé của Orléans Công tước phu nhân xứ Modena      |           | 20 tháng 10 năm 1700 19 tháng 1 năm 1761 (60 tuổi)   | Sinh ra tại Palais-Royal, được biết với danh hiệu Madmoiselle de Valois khi còn trẻ. Bà kết hôn với Francesco III d'Este, Công tước Modena và có hậu duệ. Bà là bà ngoại của Louise Marie Adélaïde de Bourbon - phu nhân của Philippe Égalité. Mất tại Cung điện Luxembourg, Paris. |
| Louis IV xứ Orléans Công tước xứ Orléans                      |           | 4 tháng 8 năm 1703 4 tháng 2 năm 1752 (48 tuổi)      | Sinh ra tại Versailles, được biết đến với Monseigneur vì là một Prince du sang, kết hôn với Auguste xứ Baden-Baden và sinh ra 1 nam 1 nữ, người nam là Louis Philippe I xứ Orléans, chính là cha của Philippe Égalité. Trong suốt cuộc đời, ông được gọi là Louis le Pieux hoặc Louis le Génovéfain, một người ngoan đạo và nhân từ, rất ít tham gia đấu chính trị trong triều đình Pháp. |
| Louise Élisabeth của Orléans Vương hậu Tây Ban Nha            |           | 11 tháng 12 năm 1709 16 tháng 6 năm 1742 (32 tuổi)   | Sinh ra tại Versailles, được biết đến với danh hiệu Mademoiselle de Montpensier (Đức nữ xứ Montpensier) khi còn trẻ. Kết hôn với Louis I của Tây Ban Nha và không có hậu duệ. Sau cái chết của Vua Louis, bà được gọi về theo yêu cầu của mẹ mình và sống an nhàn tại Paris. |
| Philippine Élisabeth xứ Orléans Mademoiselle de Beaujolais    |           | 18 tháng 12 năm 1714 21 tháng 5 năm 1734 (19 tuổi)   | Sinh ra tại Versailles, khi còn thiếu thời bà được gọi là Mademoiselle de Beaujolais (Đức nữ xứ Beaujolais) do chưa kết hôn. Được định hôn ước với Carlos III của Tây Ban Nha nhưng qua đời đột ngột vì đậu mùa. |
| Louise Diane của Orléans Vương phi xứ Conti                   |           | 27 tháng 6 năm 1716 26 tháng 9 năm 1736 (20 tuổi)    | Sinh ra tại Palais-Royal, khi cha của bà đang nhiếp chính cho Louis XV của Pháp. Bà được biết đến với danh hiệu Mademoiselle de Chartres (Đức nữ xứ Chartres) khi còn trẻ, thừa hưởng từ chị gái Louise Adélaïde đã trở thành Nữ tu. Bà kết hôn với Louis François de Bourbon, Thân vương xứ Conti, là con trai của người chị họ Louise Élisabeth de Bourbon, con gái thứ của người bác Louise Françoise de Bourbon, người chị gái luôn cạnh tranh với mẹ bà. Qua đời vì bệnh hậu sản sau khi sinh Louis François Joseph de Bourbon, người kế vị của Thân vương Conti. |